# Кеннеді Бакирджиоглу
Кеннеді Бакирджиоглу (швед. Kennedy Bakırcıoğlu, нар. 2 листопада 1980, Седертельє) — шведський футболіст, що грав на позиції півзахисника, нападника.
Виступав, зокрема, за клуб «Аякс», а також національну збірну Швеції.
Чемпіон Швеції. Володар Суперкубка Нідерландів. Володар Кубка Нідерландів.

## Клубна кар'єра
Народився 2 листопада 1980 року в місті Седертельє. Вихованець футбольної школи клубу «Ассиріска ФФ». Дорослу футбольну кар'єру розпочав 1996 року в основній команді того ж клубу, в якій провів два сезони, взявши участь у 34 матчах чемпіонату.
Згодом з 1999 по 2007 рік грав у складі команд «Гаммарбю», «Іракліс» та «Твенте». Протягом цих років виборов титул чемпіона Швеції, ставав володарем Суперкубка Нідерландів.
Своєю грою за останню команду привернув увагу представників тренерського штабу клубу «Аякс», до складу якого приєднався 2007 року. Відіграв за команду з Амстердама наступні три сезони своєї ігрової кар'єри. За цей час додав до переліку своїх трофеїв титул володаря Кубка Нідерландів.
Протягом 2010—2012 років захищав кольори клубу «Расінг».
Завершив ігрову кар'єру у команді «Гаммарбю», у складі якої вже виступав раніше. Повернувся до неї 2012 року, захищав її кольори до припинення виступів на професійному рівні у 2018 році.

## Виступи за збірні
Протягом 1999–2001 років залучався до складу молодіжної збірної Швеції. На молодіжному рівні зіграв у 14 офіційних матчах, забив 1 гол.
У 2001 році дебютував в офіційних матчах у складі національної збірної Швеції.
Загалом протягом кар'єри в національній команді, яка тривала 8 років, провів у її формі 14 матчів.
| Дата       | Місто         | Господарі      | Результат | Гості     | Турнір             | Голи | Примітки |
| ---------- | ------------- | -------------- | --------- | --------- | ------------------ | ---- | -------- |
| 1-2-2001   | Єнчепінг      | Швеція         | 0 – 1     | Фінляндія | Nordisk Mesterskap | -    |          |
| 20-11-2002 | Теплиці       | Чехія          | 3 – 3     | Швеція    | товариський матч   | -    |          |
| 18-2-2003  | Бангкок       | Північна Корея | 1 – 1     | Швеція    | King's Cup         | -    |          |
| 20-2-2003  | Бангкок       | Таїланд        | 1 – 4     | Швеція    | King's Cup         | -    | 80'      |
| 30-4-2003  | Стокгольм     | Швеція         | 1 – 2     | Хорватія  | товариський матч   | -    | 68'      |
| 16-8-2006  | Гельзенкірхен | Німеччина      | 3 – 0     | Швеція    | товариський матч   | -    | 73'      |
| 15-11-2006 | Ле-Ман        | Кот-д'Івуар    | 1 – 0     | Швеція    | товариський матч   | -    |          |
| 7-2-2007   | Каїр          | Єгипет         | 2 – 0     | Швеція    | товариський матч   | -    | 66'      |
| 2-6-2007   | Копенгаген    | Данія          | 0 – 3     | Швеція    | Відбір до ЧЄ 2008  | -    | 80'      |
| 22-8-2007  | Гетеборг      | Швеція         | 1 – 0     | США       | товариський матч   | -    |          |
| 8-9-2007   | Стокгольм     | Швеція         | 0 – 0     | Данія     | Відбір до ЧЄ 2008  | -    | 56'      |
| 17-11-2007 | Мадрид        | Іспанія        | 3 – 0     | Швеція    | Відбір до ЧЄ 2008  | -    | 79'      |
| 6-2-2008   | Стамбул       | Туреччина      | 0 – 0     | Швеція    | товариський матч   | -    | 73'      |
| 26-5-2008  | Гетеборг      | Швеція         | 1 – 0     | Словенія  | товариський матч   | -    | 46'      |
| Усього     |               | Матчів         | 14        |           | Голів              | 0    |          |

## Титули і досягнення
- Чемпіон Швеції (1):

«Гаммарбю»: 2001
- Володар Суперкубка Нідерландів (1):

«Аякс»: 2007
- Володар Кубка Нідерландів (1):

«Аякс»: 2009-2010